# سالی هوم
سالی هوم (انگلیسی: Sally Home؛ ‏ ۲۷ سپتامبر ۱۹۳۰ – ۳ مارس ۱۹۹۲) بازیگر اهل انگلستان بود.
از فیلم‌ها یا مجموعه‌های تلویزیونی که وی در آن‌ها نقش داشته است، می‌توان به ساحره‌گیری و دامبی و پسر اشاره نمود.